# BMW XM
La BMW XM (nome in codice BMW G09) è un'autovettura di tipo crossover SUV ad alte prestazioni di fascia alta, prodotta dal 2022 dalla casa automobilistica tedesca BMW, attraverso la sua divisione sportiva BMW M. 
È la seconda vettura sviluppata interamente dal reparto BMW M dopo la BMW M1 nel 1978, nonché la BMW di serie più potente mai realizzata.

## Descrizione

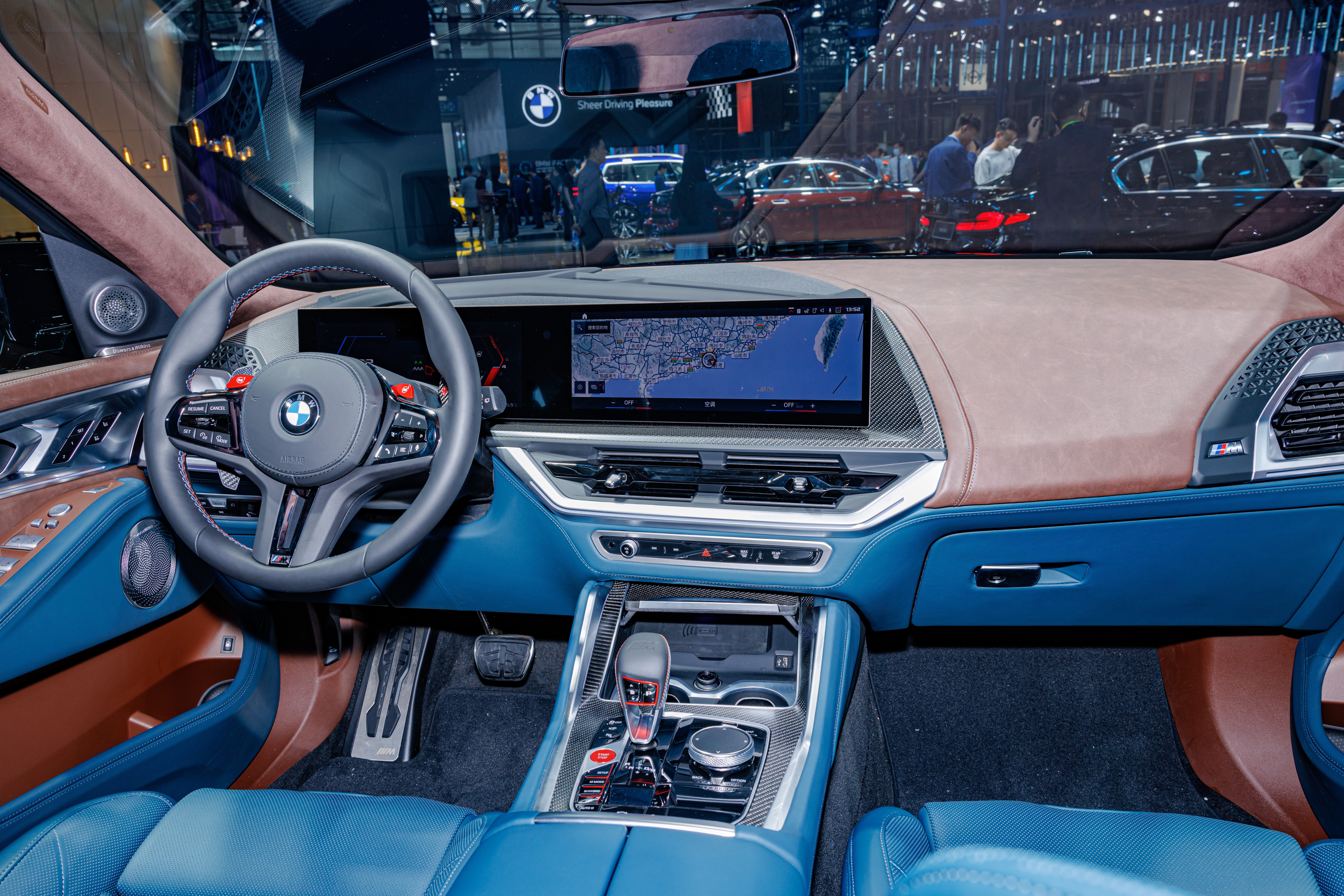
Interni

Nota inizialmente durante le fasi di sviluppo come BMW X8, è stata annunciata durante il Salone di Los Angeles 2021 con la diffusione di alcune immagini, dopo aver stipulato un accordo di partnership con Art Basel il 29 novembre la BMW ha presentato la vettura in veste di concept car ad una mostra d'arte contemporanea a Miami Beach in Florida.
Per la scelta del nome, già impiegato e adottato negli anni 80 dalla Citroën per l'omonimo modello, le due Case hanno stipulato un gentlemen's agreement in cui la casa automobilistica francese ha permesso l'utilizzo del nome XM; BMW, a sua volta, ha concesso l'uso del nome C5 X, molto simile a quello del SUV X5 da essa prodotto.
La versione di serie in veste definitiva è stata presentata il 27 settembre 2022.

## Specifiche e motore

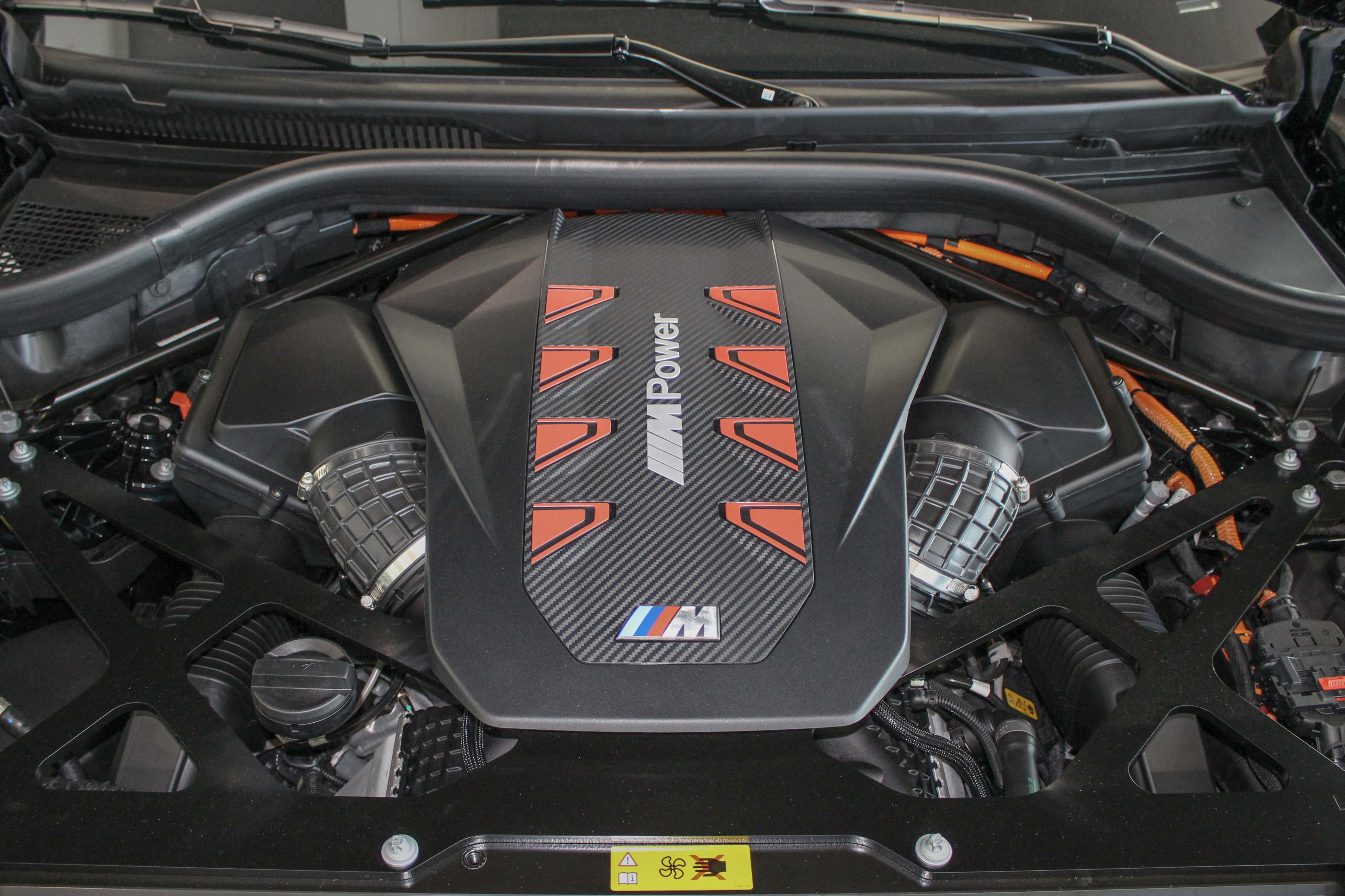
Vista del motore BMW S63

La vettura, costruita sulla piattaforma Cluster Architecture (CLAR), è dotata di un sistema ibrido plug-in.
Il motore a combustione interna dell'XM, il BMW S68 V8 biturbo già montato sulla BMW M8, è stato rivisto in più parti adottando un albero motore più robusto e i turbocompressori sono stati riposizionati più vicino al collettore di scarico. In combinazione con il V8 da 4,4 litri, c'è un motore elettrico integrato nel cambio automatico ZF a otto rapporti da 144 kW (196 CV) e 281 Nm di coppia, che accoppiato con il motore a benzina sviluppano assieme un totale di 480 kW (653 CV) e 800 Nm. Questo sistema ibrido è derivato da quello già utilizzato sulla vettura da competizione BMW M Hybrid V8. Il motore elettrico è alimentato da una batteria agli ioni di litio da 25,7 kWh (92,5 MJ), che le garantisce nella sola modalità elettrica un'autonomia stimata di circa 48 km. La batteria può essere ricaricata tramite una presa esterna oppure attraverso le decelerazioni o con la frenata rigenerativa. Dal punto di vista delle prestazioni, lo scatto da 0 a 100 km/h viene coperto in 4,1 secondi. Quando il veicolo viaggia in modalità elettrica, emette dagli altoparlanti un suono specifico realizzato in collaborazione con il compositore di colonne sonore Hans Zimmer.

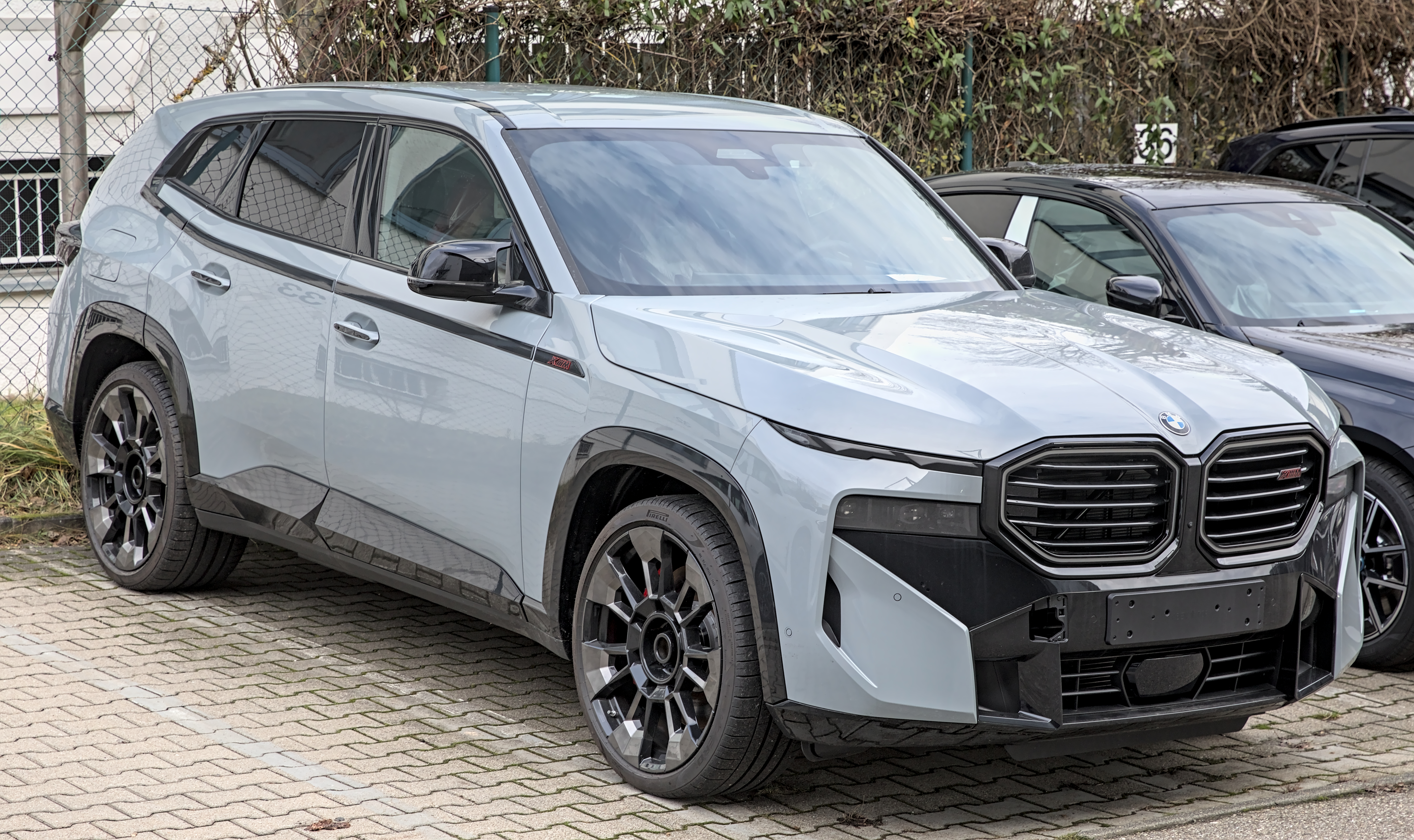
XM Label Red

La potenza viene scaricata a terra attraverso un sistema a trazione integrale permanente xDrive, con un differenziale posteriore specifico che consente alle ruote di effettuare il torque vectoring. Il sistema sospensivo comprende un doppio braccio oscillante all'avantreno e un multilink a 5 leve al retrotreno; le barre antirollio sono a controllo elettronico attivo e funzionano attraverso una rete elettrica a 48 volt. A completamento dell'assetto ci sono molle in acciaio dedicate, ammortizzatori adattivi a controllo elettronico e lo sterzo a demoltiplicazione variabile. La XM monta ruote da 23" che calzano pneumatici rispettivamente, da 275/35R23 all'anteriore e 315/30R23 al posteriore.
Inoltre è disponibile una versione ancora più potente, denominata Label Red, con la potenza incrementata a 550 kW (748 CV) e la coppia portata a 1000 N⋅m.